# 吉野みずほ
吉野 みずほ（よしの みずほ、1984年8月17日 - ）は茨城県出身の歌手・タレントである。ソロアイドル活動の他、ミュージカル女優、病院に出張し院内コンサート行う病院出張アイドル、司会業などで活動。社長アイドル「スタイリッシュハート」、歌って踊ってマジックする、マジックアイドル「ドリームハート」としても活動。
身長158cm、体重48kg、B型。趣味は料理、歌うこと、ダイエット。
昔の芸名は「吉野みづほ」だったが、「吉野みずほ」と改名。

## 経歴
- 1995年、劇団東俳に入団。
- TBSバラエティ「最大公約ショー」(1995～1996年）の5教科レンジャーの理科レンジャーでテレビデビュー。
- 舞台「きらきら姫はどこにいる」人魚姫役で初舞台。
- 1999年、芸能プロダクションに所属し、アイドル活動をスタート。
- 2000年4月、渋谷高等学院に入学。音楽コース特待生。学院の教育とPRの一環であるヴォーカルグループ「New Education」の一員として、渋谷NHKホール前での路上ライブなどを行う。
- フジテレビ「力の限りゴーゴゴー!!」の「ハモネプ」コーナーの第一回出演者として出演。
- 2002年4月27・28日、舞台「スタートライン」（銀座博品館劇場）の売れっ子アイドル役でミュージカル初舞台。
- 2005年3月、小野瀬侑子・中西里菜 (1989年生の歌手)と共に女優ユニット「ビーバップストロベリー」結成。吉野みずほ脚本・演出のプロデュース公演「アイドルは暴走族？！」を三軒茶屋スパーク1にて上演。秋葉原の歩行者天国などで活動し、CDデビュー。
- 2007年1月、「ビーバップストロベリー」解散。
- 2007年1月24日、中西里菜 (1989年生の歌手)と共に、二人組アイドルユニット「スタイリッシュハート」結成。
- 2007年11月、芸能プロダクション浅井企画に所属。芸能人女子フットサルリーグ「ASAI RED ROSE」のメンバーとしても活動。
- 2008年12月7日、浅井企画を退社。
- 2009年9月、日本一うざいマジシャン「からくりどーる」に出会い、マジックの勉強を始める。
- 中西里菜 (1989年生の歌手)と共に、マジックアイドル「ドリームハート」としても活動を始める。
- 2009年、病院に出張し院内でコンサートをする病院出張ライブをスタート。
- 2014年5月、自身が代表取締役を務める「スタイリッシュハートエンターテイメント株式会社」を設立。
- 2017年、芸能界を目指すきっかけとなった、ミュージカルの世界に再挑戦。ミュージカル女優のヴォーカルグループ「シンデレラカンパニー」の一員としても活動開始。
- 2017年9月23日～10月1日、JMAミュージカル「シンデレラ」上演（サンモールスタジオ）。
- 2019年10月20日、「芸能生活25周年イベント～35年の感謝を込めて～」をラドンナ原宿にて行う。
- 2020年、新型コロナウィルスでの各種活動の中止・延期をきっかけに、ツイキャスやLINELIVEなどの生配信を始める。
- 2021年、ファンの集い「みずほちゃんを囲む会」を感染症対策をしながら復活。以降、2か月に一度の頻度で開催。
- 2022年11月3日、これまで、スタイリッシュハートとしてふたりで出演していた、川崎銀座街バスカーライブに、4年半ぶりに吉野みずほとして初のソロ出演。

## 出演

### テレビ
- スポーツ酒場 語り亭（NHK）
- 24時間テレビ 「愛は地球を救う」（日本テレビ）
- メレンゲの気持ち（日本テレビ）
- トリックハンター（日本テレビ）
- 奇跡ゲッター ブットバース!!（TBS）
- くらべるくらべらー（TBS）
- 教科書にのせたい! SP（TBS）
- 志村けんのバカ殿様（フジテレビ）
- めざましテレビ（フジテレビ）
- 力の限りゴーゴゴー!!（フジテレビ）初代ハモネプ出演
- キスマイGAME（テレビ朝日）マジック披露
- スーパーJチャンネル（テレビ朝日）社長アイドルとして取材
- 音ボケPOPS（東京MX）ドリームハートとしてゲスト出演
- 芸能人マジックショー（BSジャパン）マンガ家・蛭子能収とコンビで出演
- ハックツベリー（テレビ東京）
- 月曜プレミア! 厳選!奇跡のマジックベスト30（テレビ東京）
- マチコミ（テレビ埼玉）
- ごごたま（テレビ埼玉）マジシャンレポーターとして準レギュラー

### ネットテレビ
- 矢口真里の火曜The NIGHT（AbemaTV）複数回出演
- 吉田尚記XYZ（ニコニコ生放送）

### ラジオ
- くにまるジャパン（文化放送）複数回出演
- オールナイトニッポン 吉田尚記 dスタジオ（ニッポン放送）

### ドラマ
- 職員室（TBS）
- ぼくらの勇気 未満都市（日本テレビ）
- はみだし刑事情熱系（テレビ朝日）

### CM
- TOYOTA～オリンピックの感動をありがとう～
- アパレルブランド「riddimove」

### 雑誌
- TOP YELL NEO（2019 SPRING）単独インタビュー4P

### ミュージカル
- 眠れる森の美女（劇団東少）料理番・きつね・侍女役（板橋区立文化会館・練馬文化センター 共に大ホール）
- 白雪姫（TSEA）白雪姫役（吉祥寺シアター）
- リトルマーメイド（JMA）人魚三女ジャンス役（調布くすのきホール）
- 美女と野獣（JMA）大姉ゾエ役（かつしかシンフォニーヒルズ・アイリスホール）
- ラプンツェル・愛と奇跡の物語（JMA）魔女ゴーテル役（大田文化の森ホール）
- シンデレラ（JMA）意地悪な大姉役（渋谷伝承ホール）
- シンデレラ（JMA）アンサンブルキャスト（新宿サンモールスタジオ）
- シンデレラ（ミニミュージカル）（イオンモール船橋・柏・八千代緑が丘）
- 美女と野獣（ミニミュージカル）（イオン幕張）
- スタートライン　売れっ子アイドル・森山麻衣役（銀座博品館劇場）
- Kiddy３　主役の姉・あさこ役（銀座博品館）
- Swing（シアターアプル）

### 舞台
- 流れる雲を追いかけて　ヒロイン・春山役（世田谷パブリックシアタートラム）
- 嗚呼！花の応援団　チアガール・ちえみ役（シアターサンモール）
- 笑う女・笑われる男３　主役の娘・ひかり役（両国シアターX）
- きらきら姫はどこにいる　人魚姫役
- 夢のうらしま物語　乙姫役